# Meteora (album)
Meteora is het tweede studioalbum van de Amerikaanse rockband Linkin Park. Aan het door Don Gilmore geproduceerde album werd er tijdens het toeren in april 2002 begonnen met het schrijven en het opnemen en op 25 maart 2003 werd het album uitgebracht onder Warner Bros. en Machine Shop. Het album is de opvolger van het remixalbum Reanimation uit 2002 maar wel het tweede album met nieuw opgenomen materiaal. 
Het album was een commercieel succes en was in 2007 elf miljoen exemplaren keer verkocht. Kritisch werd het album gemengd opgevangen, met als grootste kritiekpunt dat het als een tweede Hybrid Theory werd gezien. De keuze voor de leadsingle viel op Somewhere I Belong, dat op 17 maart 2003 werd uitgebracht. In een tijdsspan van veertien maanden werden er vijf andere singles uitgebracht: Faint, Numb, From the Inside, Lying from You en Breaking the Habit.

## Opname
De band deed er in totaal achttien maanden over om het album af te hebben, waaronder een gedeelte in de tourbus waar zij een kleine opnamestudio hadden ingebouwd. Halverwege de opnames in 2002 besloot de band de groep opgenomen nummers de vuilnisbak in te werpen omdat het volgens hen hun "sophomore fluke album" was.  De eerste demo's die de band opnamen waren die voor Session, Somewhere I Belong en From the Inside. Deze zijn ook te horen op de dvd Fratfest at the Pancake Festival, naast Soundtrack die als demo op Underground Eleven staat. Somewhere I Belong is oorspronkelijk geschreven door Chester Bennington. Hij bedacht ook het akoestische gitaarspel die aan het begin van het nummer is te horen. De band was er niet tevreden mee, waardoor er na veel experimenteren door Joseph Hahn en Shinoda het gitaarstuk in vieren is gehakt en achterstevoren is afgespeeld. Aan het refrein werd er ook lang gesleuteld: het werd ruim veertig keer herschreven om tot de juiste vorm te komen. Gedurende de laatste week van de opnames van From the Inside werd Chester ziek waardoor hij gedwongen was het nummer in New York af te maken in de week waarin het album gemixt werd. Deze twee nummers waren deze de laatsten die gemixt werden. Numb was volgens Bennington het makkelijkste opgenomen nummer dat ook als eerste afgerond was. Breaking the Habit was oorspronkelijk een muzikale interlude, maar Shinoda werd door de bandleden werd overtuigd het instrumentaal om te zetten naar volwaardig nummer. Het nummer had als demotitel Drawing en werd verlengd van twee naar drie minuten en zestien seconden. Shinoda nam het nummer mee naar huis en had in twee uur de songtekst afgeschreven, een nummer dat volgens hem jarenlang een moeilijke puzzel was. Een demoversie die op de Linkin Park Underground ep LP Underground 9: Demos staat, is geheel instrumentaal en volgt de lijnen van de uiteindelijke albumversie. Grote verschillen zijn dat er synthesizers te horen zijn, in tegenstelling tot het snaarwerk op de albumversie, en een groter aantal beats. Foreword, het introductienummer van het album, is als laatste opgenomen. In de intro is te horen hoe er met een aluminium honkbalknuppel op een cd-brander wordt geslagen.
Het opnameproces van de band begint met het schrijven van de muziek, alvorens de teksten worden geschreven. Bij Easier to Run was deze ontwikkeling juist andersom. Bennington had de teksten al geschreven voordat er aan de muziek gewerkt werd. Faint, het nummer na Easier to Run heeft een tempo van 135 beats per minute. Een eerdere versie had een tempo van 70 bpm. Delson en Shinoda vonden het nummer echter leuker als in de snellere versie. Een demoversie op de fanclub-ep bevat ook raps in de brug, in plaats van geschreeuw op de albumversie. Benningtons input is hier beperkt tot een lange schreeuw en gefluister. Figure.09 is ook sterk aangepast. Aan Session, het voorlaatste nummer van het album, werd ruim een jaar gewerkt.
Het album werd geproduceerd door Don Gilmore, met wie de band ook op hun debuut Hybrid Theory heeft gewerkt. Ook werd het album opnieuw in New York gemixt door Andy Wallace.
Meteora werd net als alle andere albums van de band opgenomen met behulp van het muziekbewerkingsprogramma Pro Tools. Ook was de volgorde van opname hetzelfde, in de zin dat elke bandlid individueel en elk instrument apart werd opgenomen. Brad Delson, de leadgitarist van de band, was overigens de eerste die het album kocht.
De man op de cover van het album is Boris "Delta" Tellegen uit Amsterdam, een van de installatieartiesten van het album. Hij verschijnt op het enhanced gedeelte van de cd genaamd The Art of Meteora.

## Thematiek en stijl
Meteora gaat verder waar Hybrid Theory bleef: alternatieve moderne (rap)rock met elektronicainvloeden. Het album kent ook invloeden uit de post-grunge en de alternatieve metal. De band incorporeert wel meer elektronische elementen in vergelijking met het debuutalbum.
"Breaking the Habit" gebaseerd op een tragische ervaring van een vriend van Mike Shinoda, die het nummer schreef en betreft zelfmoord, zelfpijniging en drugsmisbruik. Een mangaboekje, bijbehorend bij de dvd van het nummer, suggereert dat het lied en de video verschillende vertoningen van wanhoop toont. De slechte gevoelens worden geuit in het derde couplet.
Bijna elk nummer seguenst naar het volgende nummer doordat aan het einde van een nummer een klein gedeelte van de volgende track staat en het een vloeiend effect krijgt. Dit begint bij Foreword, de introductie van het album waarin een externe cd-brander kapotgeslagen wordt door een honkbalknuppel. Het geluid is de intro voor het volgende nummer Don't Stay. Op deze voorbeelden na zijn er meerdere die deze truc bevatten; Easier to Run met Faint, Figure .09 met Breaking the Habit, deze met From the Inside, deze met Nobody's Listening en weer met Session.
Het album is vernoemd naar de Griekse Meteorarotsen, nadat de band tijdens haar Europese tour in Griekenland toerde. Ze waren verbaasd over de manier waarop het gemaakt was en het gaf hun een gevoel van grootsheid en euforie, dat ze volgens hen na het maken van het album ook hadden.
Omdat de band bij het maken van opvolger Minutes to Midnight vond dat zij het geluid van dit album en van voorganger Hybrid Theory niet weer wilden herhalen, waardoor zij een andere insteek namen op Minutes to Midnight. Ook op het album daarna wilde de band de afstand met het nu metalgeluid behouden en in de alternatieve rock blijven. Op het vijfde album Living Things was de band van mening dat het klaar was om de stijlen uit het verleden weer in de arm te sluiten. Daarom wilde de groep de energie van Hybrid Theory en Meteora terug laten keren op Living Things.

## Tracklist
De toureditie bevat naast de cd met de standaardtracks een video-cd de videoclips van Somewhere I Belong, Faint, Numb en Breaking the Habit. Deze editie wordt in een standaard jewelcase verkocht, in plaats van hun kenmerkende digipak. Er is ook een speciale editie van Meteora, die de dvd met The Making of Meteora bevat. De cd en dvd zijn beide verpakt in een blauw-getinte Meteora-verpakking. The Making of Meteora is een dvd dat bij de Special Edition van Meteora zit. Er wordt commentaar door de band gegeven, achtergrondinformatie, achter de schermen gekeken bij het opnemen van het album, fotoshoots en het maken van een podium voor liveoptredens.

Alle muziek en teksten zijn geschreven door Linkin Park. 
| 1.                 | Foreword           | 00:17 |
| 2.                 | Don't Stay         | 03:07 |
| 3.                 | Somewhere I Belong | 03:33 |
| 4.                 | Lying from You     | 02:55 |
| 5.                 | Hit the Floor      | 02:44 |
| 6.                 | Easier to Run      | 03:24 |
| 7.                 | Faint              | 02:42 |
| 8.                 | Figure.09          | 03:17 |
| 9.                 | Breaking the Habit | 03:16 |
| 10.                | From the Inside    | 02:53 |
| 11.                | Nobody's Listening | 02:58 |
| 12.                | Session            | 02:23 |
| 13.                | Numb               | 03:05 |
| Totale duur: 36:34 |                    |       |

| 14.                | Lying from You (Live LP Underground Tour 2003)  | 02:55 |
| 15.                | From the Inside (Live LP Underground Tour 2003) | 02:56 |
| 16.                | Easier to Run (Live LP Underground Tour 2003)   | 03:22 |
| Totale duur: 45:53 |                                                 |       |

| Nr. | Titel              | Duur  |
| --- | ------------------ | ----- |
| 1.  | Somewhere I Belong | 03:44 |
| 2.  | Faint              | 02:56 |
| 3.  | Numb               | 03:06 |
| 4.  | Breaking The Habit | 03:18 |

### The Making of Meteora
Hoofdstukken
1. "Intro"
2. "Summer 2001"
3. "Early 2002"
4. "June 2002"
5. "July 2002"
6. "August 2002"
7. "Early October 2002"
8. "Late October 2002"
9. "October 29, 2002"
10. "Early November 2002"
11. "Late November 2002"
12. "December 6, 2002"
13. "December 12, 2002"
14. "2003: Meteora"

## Demo's
Linkin Park wilde de demo's van de tracks op dit album op het internet zetten, maar dat werd door Warner Bros. niet gewaardeerd. De demo's voor Hybrid Theory staan daarentegen wel op het internet. De titels van enkele demo's waren wel bekend: Don't Stay heette Sick, Somewhere I Belong was oorspronkelijk Shifter en Breaking the Habit werd in de opnamefase Drawing genoemd. Nadat de Linkin Park Underground, de officiële fanclub, vanaf 2009 demo's op de jaarlijkse extended play plaatsten, werden enkele demo's beschikbaar gemaakt.
| Albumtitel                 | Demotitel                  | Gepubliceerde titel                    | Gepubliceerd            |
| -------------------------- | -------------------------- | -------------------------------------- | ----------------------- |
| Don't Stay                 | Sick                       | -                                      | Nee                     |
| Somewhere I Belong         | Shifter                    | -                                      | Nee                     |
| Faint                      | Faint                      | Faint (Demo 2002)                      | LP Underground 9: Demos |
| Figure.09                  |                            | Figure.09 (Demo 2002)                  | LP Underground 9: Demos |
| Breaking the Habit         | Drawing                    | Drawing (Breaking the Habit demo 2002) | LP Underground 9: Demos |
|                            | A.06                       | A-Six (original long version 2002)     | LP Underground 9: Demos |
|                            | Unfortunate (2002)         | LP Underground X: Demos                |                         |
| Halo                       |                            | LP Underground X: Demos                |                         |
| Soundtrack (Meteora Demo)  | Underground Eleven         |                                        |                         |
| Program (Meteora Demo)     | Underground Eleven         |                                        |                         |
| Broken Foot (Meteora Demo) | Underground Eleven         |                                        |                         |
| Pepper (Meteora Demo)      | Linkin Park Underground 12 |                                        |                         |
| Ominous (Meteora Demo)     | Linkin Park Underground 12 |                                        |                         |

## Ontvangst

### Kritisch
Over het algemeen werd Meteora goed ontvangen door critici. De gemiddelde score van de in Metacritic doorgevoerde recensies bedraagt 62 punten uit de 100.
E! Online  vond dat het album een schot naar de sterren was. Entertainment Weekly noemde het "radiovriendelijke perfectie" en Dot Music beschreef het als een gegarandeerde bron voor alomtegenwoordige radiohits. Rolling Stone zag het einde van het nu metalperiode aankomen en vond dat de band met Meteora het laatste beetje leven uit een bijna uitgestorven formule heeft geperst". Billboard beschreef Meteora als een "pasklare publieksbehager", die volgens de NME grote commerciële inhoud". De grootste kritiek tot op heden is dat het album, ook door de band zelf, als een tweede deel van Hybrid Theory gezien wordt. Dat is dan ook de reden waarom AllMusic het niets meer en minder dan een tweede deel van Hybrid Theory noemde. Q was ook negatief en vond dat de band het artistieke heeft ingeruild voor een oefening in gerichte marketing.
Session werd in 2004 genomineerd voor een Grammy Award in de categorie Beste Rock Instrumental.

### Commercieel

#### Albumhitnotering in Nederland en Vlaanderen
Nederlandse Album Top 100
| Meteora in de Album Top 100 - binnen: 29 maart 2003 | Meteora in de Album Top 100 - binnen: 29 maart 2003 | Meteora in de Album Top 100 - binnen: 29 maart 2003 | Meteora in de Album Top 100 - binnen: 29 maart 2003 | Meteora in de Album Top 100 - binnen: 29 maart 2003 | Meteora in de Album Top 100 - binnen: 29 maart 2003 | Meteora in de Album Top 100 - binnen: 29 maart 2003 | Meteora in de Album Top 100 - binnen: 29 maart 2003 | Meteora in de Album Top 100 - binnen: 29 maart 2003 | Meteora in de Album Top 100 - binnen: 29 maart 2003 | Meteora in de Album Top 100 - binnen: 29 maart 2003 | Meteora in de Album Top 100 - binnen: 29 maart 2003 | Meteora in de Album Top 100 - binnen: 29 maart 2003 | Meteora in de Album Top 100 - binnen: 29 maart 2003 | Meteora in de Album Top 100 - binnen: 29 maart 2003 | Meteora in de Album Top 100 - binnen: 29 maart 2003 | Meteora in de Album Top 100 - binnen: 29 maart 2003 | Meteora in de Album Top 100 - binnen: 29 maart 2003 | Meteora in de Album Top 100 - binnen: 29 maart 2003 | Meteora in de Album Top 100 - binnen: 29 maart 2003 | Meteora in de Album Top 100 - binnen: 29 maart 2003 | Meteora in de Album Top 100 - binnen: 29 maart 2003 | Meteora in de Album Top 100 - binnen: 29 maart 2003 | Meteora in de Album Top 100 - binnen: 29 maart 2003 | Meteora in de Album Top 100 - binnen: 29 maart 2003 |
| Week                                                | 1                                                   | 2                                                   | 3                                                   | 4                                                   | 5                                                   | 6                                                   | 7                                                   | 8                                                   | 9                                                   | 10                                                  | 11                                                  | 12                                                  | 13                                                  | 14                                                  | 15                                                  | 16                                                  | 17                                                  | 18                                                  | 19                                                  | 20                                                  | 21                                                  | 22                                                  | 23                                                  | 24                                                  |
| --------------------------------------------------- | --------------------------------------------------- | --------------------------------------------------- | --------------------------------------------------- | --------------------------------------------------- | --------------------------------------------------- | --------------------------------------------------- | --------------------------------------------------- | --------------------------------------------------- | --------------------------------------------------- | --------------------------------------------------- | --------------------------------------------------- | --------------------------------------------------- | --------------------------------------------------- | --------------------------------------------------- | --------------------------------------------------- | --------------------------------------------------- | --------------------------------------------------- | --------------------------------------------------- | --------------------------------------------------- | --------------------------------------------------- | --------------------------------------------------- | --------------------------------------------------- | --------------------------------------------------- | --------------------------------------------------- |
| Nummer                                              | 70                                                  | 2                                                   | 4                                                   | 5                                                   | 7                                                   | 10                                                  | 15                                                  | 23                                                  | 29                                                  | 36                                                  | 30                                                  | 30                                                  | 37                                                  | 40                                                  | 40                                                  | 42                                                  | 39                                                  | 41                                                  | 50                                                  | 61                                                  | 62                                                  | 55                                                  | 52                                                  | 48                                                  |
| Week                                                | 25                                                  | 26                                                  | 27                                                  | 28                                                  | 29                                                  | 30                                                  | 31                                                  | uit                                                 | 32                                                  | 33                                                  | 34                                                  | 35                                                  | 36                                                  | 37                                                  | 38                                                  | 39                                                  | 40                                                  | 41                                                  | 42                                                  | uit                                                 | 43                                                  | 44                                                  | uit                                                 |                                                     |
| Nummer                                              | 39                                                  | 41                                                  | 50                                                  | 71                                                  | 75                                                  | 78                                                  | 87                                                  | uit                                                 | 82                                                  | 69                                                  | 65                                                  | 61                                                  | 56                                                  | 61                                                  | 67                                                  | 77                                                  | 87                                                  | 75                                                  | 91                                                  | uit                                                 | 97                                                  | 99                                                  | uit                                                 |                                                     |

#### Albumverkoop wereldwijd
In de eerste week verkocht Meteora ruim 810.000 exemplaren in de Verenigde Staten, waardoor het album het eerste van de band was die op de eerste positie in de Billboard 200 binnenkwam. Per 2007 stond het verkochte aantal op ruim elf miljoen in de Verenigde Staten. Per februari 2012 is het album twaalf miljoen keer over de (digitale) toonbank gegaan.
| Land                            | Piek | Certificatie | Verkoop    | Bron   |
| ------------------------------- | ---- | ------------ | ---------- | ------ |
| Amerikaanse Billboard 200       | 1    | 4× Platina   | 4.000.000+ | [ 7 ]  |
| Australische ARIA Album Top 100 | 2    | 4× Platina   | 280.000+   | [ 8 ]  |
| Canadese Album Top 200          | 3    | 4× platina   | 400.000+   | [ 9 ]  |
| Deense Album Top 40             | 3    | Goud         |            | [ 10 ] |
| Duitse Album Top 100            | 3    | 3× platina   | 600.000+   | [ 11 ] |
| Finse Top 40                    | 2    | Goud         |            | [ 12 ] |
| Frankrijk - Top 200             | 3    | 3× platina   |            | [ 13 ] |
| Italiaanse Album Top 20         | 1    |              |            | [ 14 ] |
| Mexicaanse Album Top 100        |      | Goud         |            |        |
| Nederlandse Album Top 100       | 2    | Goud         |            | [ 15 ] |
| Nieuw-Zeeland - Top 50          | 1    | 2× Platina   | 45.000+    | [ 16 ] |
| Noorse Album Top 40             | 1    |              |            | [ 17 ] |
| Oostenrijkse Top 75             | 1    | Platina      |            | [ 19 ] |
| Polen - Top 50                  | 3    | Platina      |            | [ 21 ] |
| Portugese Album Top 30          | 2    |              |            | [ 22 ] |
| Verenigd Koninkrijk - Top 40    | 1    | 2× platina   | 600.000+   | [ 23 ] |
| Vlaamse Ultratop 50             | 13   | Goud         |            | [ 25 ] |
| Waalse Album Top 50             | 1    | Goud         |            | [ 27 ] |
| Zweedse Top 60                  | 1    | Goud         |            | [ 28 ] |
| Zwitserse Album Top 100         | 1    | Platina      | Platina    | [ 30 ] |

#### Singles
| Jaar | Nummer             | Piek      | Piek              | Piek           | Piek           | Piek                 | Piek          | Piek               | Piek           | Piek           | Piek      | Piek                | Piek       | Piek      | Piek      | Piek      | Piek      | Piek       | Certificatie |
| Jaar | Nummer             | NL Top 40 | NL Single Top 100 | VL Ultratop 50 | WA Ultratop 50 | US Billboard Hot 100 | UK Hitlist 75 | US Mainstream Rock | US Modern Rock | AU ARIA Charts | DE Top 20 | DU Musik- markt 100 | FR Top 100 | OO Top 75 | NO Top 20 | NZ Top 40 | SE Top 60 | ZW Top 100 | Certificatie |
| ---- | ------------------ | --------- | ----------------- | -------------- | -------------- | -------------------- | ------------- | ------------------ | -------------- | -------------- | --------- | ------------------- | ---------- | --------- | --------- | --------- | --------- | ---------- | ------------ |
| 2003 | Somewhere I Belong | 14        | 14                | 33             | 23             | 32                   | 10            | 1                  | 1              | 13             | —         | 12                  | 14         | 16        | 12        | 1         | 19        | 15         |              |
| 2003 | Faint              | 40        | 20                | 44             | tip            | 48                   | 15            | 2                  | 1              | 25             | —         | 40                  | —          | 27        | —         | —         | 49        | 32         |              |
| 2003 | Numb               | tip13     | 82                | 48             | 31             | 11                   | 14            | 1                  | 1              | —              | 19        | 19                  | —          | —         | —         | 13        | 29        | 15         |              |
| 2004 | From the Inside    | ×         | ×                 | ×              | ×              | ×                    | ×             | ×                  | ×              | ×              | 35        | 40                  | 35         | 42        | —         | 50        | 54        | 32         |              |
| 2004 | Lying from You     | tip13     | ×                 | ×              | ×              | ×                    | 58            | 1                  | 1              | ×              | ×         | ×                   | ×          | ×         | ×         | ×         | ×         | ×          |              |
| 2004 | Breaking the Habit | 19        | 41                | —              | —              | 20                   | 39            | 1                  | 1              | —              | 23        | 27                  | 27         | —         | —         | 27        | —         | 56         | Platina (VS) |

- ×: Deze single werd in het betreffende gebied niet uitgebracht.

## Prijzen
| Jaar | Categorie                                    | Award                  | Genomineerd/Gewonnen |
| ---- | -------------------------------------------- | ---------------------- | -------------------- |
| 2003 | Best Rock Instrumental Performance - Session | Grammy Awards          | Genomineerd          |
| 2003 | Best Rock Video – Somewhere I Belong         | MTV Video Music Awards | Gewonnen             |
| 2003 | Viewer's Choice - Breaking the Habit         | MTV Video Music Awards | Gewonnen             |

## Personeel
Linkin Park
- Chester Bennington: vocalen, achtergrondvocalen, schrijver
- Rob Bourdon: drums
- Brad Delson: leadgitaar
- Joseph Hahn: draaitafels, samples, keyboard
- Dave "Phoenix" Farrell: basgitaar
- Mike Shinoda: vocalen, ritmische gitaar, keyboard, piano, schrijver, productie

Extra muzikanten
- Snaarwerk (Breaking the Habit en Faint) gearrangeerd door David Campbell
  - Violen: Joel Derouin, Charlie Bisharat, Alyssa Park, Sara Parkins, Michelle Richards, Mark Robertson
  - Altviolen: Evan Wilson, Bob Becker
  - Cello: Larry Corbett, Dan Smith
- Shakuhachifluit op Nobody's Listening: David Zasloff

Productie
- Geproduceerd door Don Gilmore en Linkin Park
- Opname door Don Gilmore
- Engineer: John Ewing, Jr.
- Assistent engineer: Fox Phelps
- Opgenomen in de NRG Studios, North Hollywood, Californië
- Gemixt door Andy Wallace
- Gemixt in de Soundtrack Studios, New York, NY
  - Geassisteerd door Steve Sisco
- Gemasterd door Brian "Big Bass" Gardner in Bernie Grundman Mastering
- Digitale bewerking: Brian "Big Bass" Gardner
- A&R: Tom Whalley en Jeff Blue

- A&R-coördinatie: Marny Cameron
- Marketingregie: Peter Standish & Kevin Sakoda
- Wereldwijde representatie: Rob McDermott voor The Firm met extra dienst door Ryan Saullo, Ryan Demarti en Noah Edelman
- Bookingagent: Michael Arfin voor Artist Group, International
- Legal: Danny Hayes for Davis, Shapiro, Lewit, Montone & Hayes
- Businessmanagers: Michael Oppenheim en Jonathan Schwartz voor Gudvi, Sussman & Oppenheim
- Wereldwijde licensering en merchandise: Bandmerch
- Creative regie: Mike Shinoda en The Flem
- Artregie en ontwerp: The Flem
- Installatieartiesten: Delta, Mike Shinoda, Joseph Hahn en  The Flem
- Fotografie: James R. Minchin III
- Spuitbusfoto in close-up: Nick Spanos